# シフィエントペウク2世

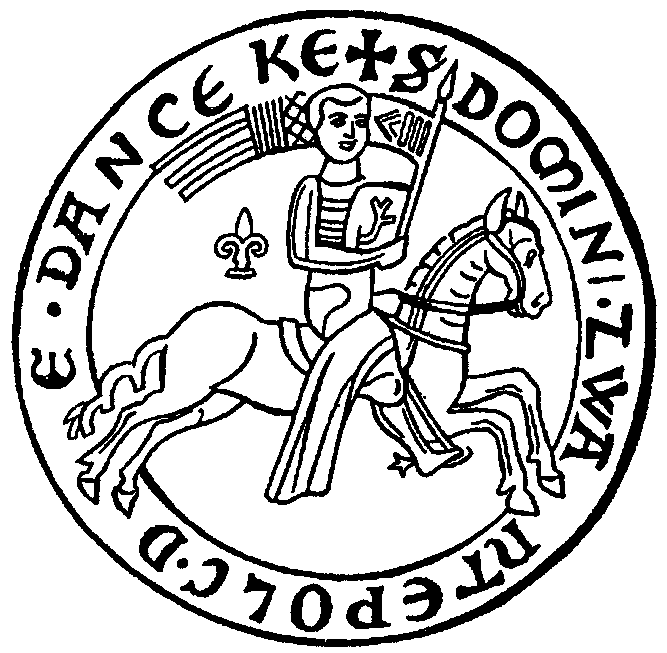
「グダニスク公（Zwantepolc Dux Danceke）」としての印璽

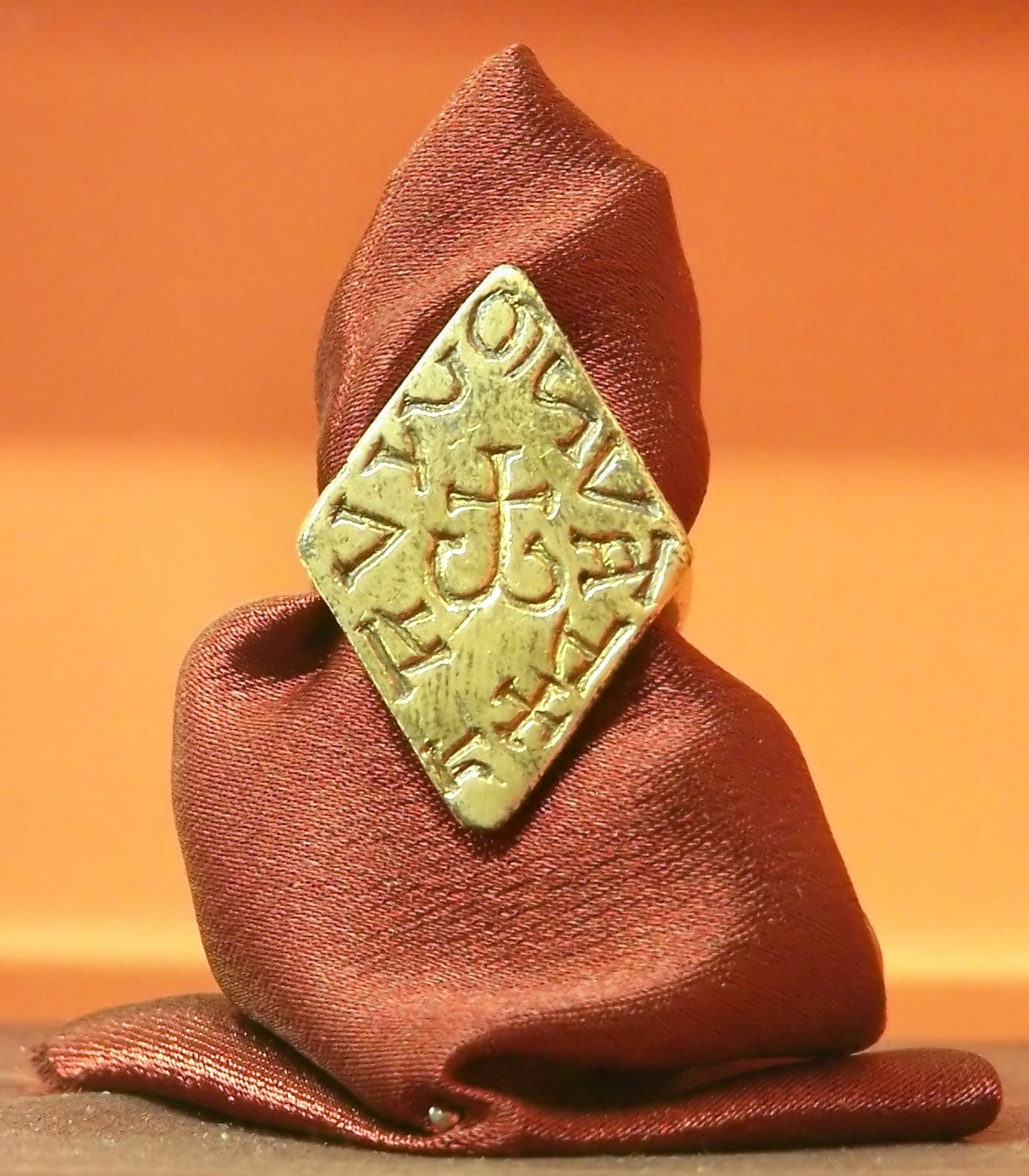
印章つきの指輪

シフィエントペウク2世（ポーランド語：Świętopełk II Wielki；ドイツ語：Swantopolk II, 1190/1200年 - 1266年1月11日）は、ポメレリアのグダニスク公（在位：1220年 - 1266年）。ムシチュイ1世の息子で、「偉大な（Wielki）」シフィエントペウクと呼ばれる。

## 生涯
1216年か1217年に、シフィエントペウクはクラクフ公レシェク1世からポメレリア（または東ポモジェ）を与えられ、引き換えにポーランド大公であるレシェク1世に臣従することになった。しかし、シフィエントペウクは密かにレシェク1世の宗主権下から脱却することを狙っていた。まもなく彼は義弟のヴィエルコポルスカ公ヴワディスワフ・オドニツと同盟を結んだ。オドニツは同名の叔父で後見人のヴワディスワフ3世にポーランドを追われ、義兄のシフィエントペウクの許に身を寄せたのだった。
1220年の父の死後、シフィエントペウク2世は4つの地域に分かれているポメレリアの中で最も大きいグダニスク城とその領域を相続、「グダニスク公（Zwantepolc Dux Danceke）」となり、その統治期に都市グダニスクが建設された。同市はハンザ同盟都市の一員となり、リューベック法の適用を受け、バルト海の有力都市に成長していった。
シフィエントペウク2世の2人の弟サンボルとラチボルはまだ幼いため、弟達の保護者となっていた。2人が成人するとそれぞれ分領を与え、サンボルにはルビシェヴォ・トチェフスキェを、ラチボルにはビャウォガルトを与えた。
一方、シフィエントペウク2世は義弟ヴワディスワフ・オドニツにクラクフ公の地位とシロンスクを獲得させることを約束し、代わりにレシェク1世と低地シロンスク公ヘンリク1世の排除に協力してくれるように頼んだ。1227年11月23日、ゴンサヴァでポーランド諸公の会議が開かれた際、シフィエントペウク2世とオドニツが差し向けた伏兵の一団に襲われたレシェク1世は殺され、ヘンリク1世も重傷を負った（ゴンサヴァの虐殺）。
シフィエントペウク2世はこうして、デンマークとポーランドの宗主権下から抜け出すことに成功した。同年、彼はポモジェの公爵（Herzog）の称号を名乗ったが、神聖ローマ皇帝フリードリヒ2世は、ブランデンブルク辺境伯ヨハン1世とその弟オットー3世がシフィエントペウク2世の領するポメレリア公国の主権を有することを確認した。ブランデンブルクは既に長い間ポモジェ地方の主権を保っており、その影響でブランデンブルクの赤い鷲の紋章がポモジェでも採用されていた。
1238年、シフィエントペウク2世はグダニスク、ナクウォ、ブィドゴシュチュなどのポモジェ地方の都市と接するスワフノ公国を征服した。この領土獲得は、彼にクヤヴィとの戦争を引き起こす野心を起こさせた。ところが、20年もの間シフィエントペウクの統治を支えてきた弟達が、今後12年間は主君である兄を支援しないことを宣言し、この兄弟同士の内輪もめは内戦に発展した。サンボルとラチボルは自領を追い出され、最初はヴィエルコポルスカ公家の親族のもとに亡命して彼らと同盟し、後には異教徒のバルト・プロイセン人に対する十字軍遠征に従事していたドイツ騎士団と同盟するに至った。また、騎士団とシフィエントペウクとの間には経済的な緊張関係も存在しており、こうした状況からシフィエントペウク2世は異教徒のプロイセン人達と同盟した。シフィエントペウク2世は、1242年にドイツ騎士団が氷上の戦いで敗北したことを契機として起きた第1次プロイセン蜂起において、重要な役割を果たした。
キリスト教徒のシフィエントペウク2世が、騎士修道会と敵対して異教徒プロイセン人との同盟を選んだことは、騎士団を支援するローマ教皇にとって予想外の事態だった。シフィエントペウク2世はそれまでこの地域におけるカトリック教会の擁護者として振る舞っていたからである。やがてプロイセン人による蜂起は失敗に終わり、教皇特使の調停を受けて、1248年11月24日に休戦協定が結ばれた。シフィエントペウク2世は弟たちに領地を返還し、ドイツ騎士団に自分の公国を通過することを許可し、ヴィスワ川を渡る船舶から通行料をとるのをやめ、プロイセン人とのいかなる提携をも結ばないことを約束させられた。シフィエントペウク2世はこの約束を守り、第2次プロイセン蜂起（1260年 - 1274年）では反乱者を支援しなかった。
1266年、46年にわたる治世の後に亡くなり、2人の息子ムシチュイ2世とヴァルティスラフ2世が公国を継承した。1269年、ブランデンブルクはポメレリアを封土とした。

## 子女
1217年または1218年に、ポズナン公オドンの娘エウフロジナと最初の結婚をした。1252年以前に、メクレンブルクの公女エルメネガルダと再婚している。
1. ムシチュイ2世
2. ヴァルティスラフ2世
3. エウフェミア - リューゲン公ヤロミル2世と結婚
4. ズヴィニスワヴァ - ヴィショグルト近郊のテガとオトルフの領主サドの息子ドビェスワフと結婚
5. ヤン
6. 娘 - ケーフェンベルク伯と結婚